# Begraafplaats van Bousbecque
De Begraafplaats van Bousbecque is een gemeentelijke begraafplaats in de Franse gemeente Bousbecque in het Noorderdepartement. De begraafplaats ligt 650 m ten zuiden van de Sint-Maartenskerk (centrum) aan de Rue de Linselles.
In de Eerste Wereldoorlog lag Bousbecque in door de Duitsers bezet gebied, slechts een tiental kilometer van het front van de Ieperboog. Het dorp was tijdens de oorlog dan ook een rustplaats voor de Duitse frontsoldaten.

## Oorlogsmonument
Centraal op de begraafplaats staat een herdenkingsmonument voor de Franse oorlogsslachtoffers uit de Frans-Duitse Oorlog van 1870, de Eerste- en Tweede Wereldoorlog en de koloniale oorlogen. Rond het monument liggen de graven van 36 gesneuvelde Franse soldaten, één Belgische en zes Britse.
- De Belgische soldaat is Edmond Camiel Amand Joseph Bartier. Hij stierf op 20 oktober 1918 in Calais.

## Britse oorlogsgraven
Op de begraafplaats liggen 6 geïdentificeerde Britse soldaten uit de Eerste Wereldoorlog. De graven worden onderhouden door de Commonwealth War Graves Commission en staan daar geregistreerd als Bousbecque Communal Cemetery. De zes Britse graven liggen in twee perkjes van drie graven aan weerszijden van het pad naar het Frans oorlogsmonument.

## Duitse oorlogsgraven
Tegen de zuidkant van de gemeentelijke begraafplaats ligt een afzonderlijke deel met Duitse militaire graven. Dit deel van de begraafplaats heeft een rechthoekig grondplan. Hier rusten 2.330 gesneuvelde Duitsers uit de Eerste Wereldoorlog. Alle doden liggen in individuele graven, aangeduid met kruisjes, met uitzondering van acht joodse graven die worden herdacht met een grafzerk waarop een davidster en Hebreeuwse tekst staan. Centraal voor de ingang staat een hoog kruis. De begraafplaats wordt verzorgd door de Volksbund Deutsche Kriegsgräberfürsorge. Deutscher Soldatenfriedhof Bousbecque
Bousbecque lag tijdens de oorlog nabij het Westfront. Een aantal soldaten op de begraafplaats sneuvelden in 1914, 1915 en 1916. Een groot aantal sneuvelde echter in juni 1917, bij de Mijnenslag nabij Mesen, ruim 10 kilometer verder westwaarts, in België. Velen sneuvelden ook tijdens het Duitse lenteoffensief van 1918. Tegen het eind van de oorlog telde de begraafplaats al ongeveer 2.000 graven. Vanaf 1922 breidden de Fransen de begraafplaats uit met doden die werden overgebracht uit andere gemeenten.